# (32590) Cynthiachen
2001 QF130 (asteroide 32590) é um asteroide da cintura principal. Possui uma excentricidade de 0.13733930 e uma inclinação de 5.57029º.
Este asteroide foi descoberto no dia 20 de agosto de 2001 por LINEAR em Socorro.